# Jonas Wendell
Pour les articles homonymes, voir Wendell.
Jonas Wendell (25 décembre 1815 – 14 août 1873) d'Edinboro, Pennsylvanie, est un prédicateur adventiste zélé suivant l'esprit de William Miller. À la suite de la « Grande déception », Wendell connait des périodes de foi faible, tout comme de nombreux adventistes. Il retrouve finalement sa foi après avoir renouvelé son étude de la chronologie biblique (historique et prophétique) et commence à prêcher abondamment dans l'Ohio, la Pennsylvanie, les Virginies et la Nouvelle-Angleterre. À la fin des années 1860, il a étudié la chronologie de la Bible et est encouragé par les conclusions montrant que le retour du Christ se produirait en 1868 ou en 1873-1874. En 1870, Wendell publie ses idées dans le livret intitulé The Present Truth, or Meat in Due Season, concluant que le second avènement devait certainement se produire en 1873.
À son insu, la participation à l'une de ses présentations restaure la foi de Charles Taze Russell dans la Bible en tant que véritable parole de Dieu, ce qui conduit au ministère de Russell.

## Accusations
En 1871, l'Associated Press fait circuler une histoire selon laquelle Wendell a été arrêté en Pennsylvanie sous l'accusation d'« intimité inappropriée » avec une jeune fille de 16 ans. Aucune preuve d'inconduite n'a jamais été établie et Wendell nie publiquement non seulement les accusations, mais aussi le fait qu'il ait été arrêté.

## Nécrologie
Le magazine The World's Crisis dans le numéro du 10 septembre 1873 offre une nécrologie écrite par un autre adventiste et ami personnel, George Stetson. En voici un extrait :
« En mémoire de Jonas Wendell

Il est né le 25 décembre 1815 et s'est endormi le 14 août 1873. Âgé de cinquante-sept ans, sept mois et quatorze jours […] 

Il avait déterminé l'année 1873 comme celle au cours de laquelle "l'espérance de voir Jésus et d'être rendu semblable à lui" devrait être réalisée par une église dans l'expectative permanente, et il a exposé les raisons de son espérance dans un petit ouvrage intitulé "Present truth" ("La vérité présente") ou "Meat in Due Season" ("La viande à la bonne saison "), […] 

Le mercredi soir du 13 août, à sa demande, en l'absence du pasteur, il a dirigé la réunion de prière et de conférence, et a beaucoup édifié tous les présents par sa ferveur inhabituelle dans la prière, l'exhortation et le chant. "Quel ami nous avons en Jésus" était le dernier hymne qu'il ait jamais chanté avec nous. Le jeudi 14, il se rendit au pique-nique de l'école du Sabbat d'excellente humeur et semblait très heureux dans le Seigneur. Lorsque l'heure de fin arriva, il sortit son cheval pour rentrer chez lui, mais voyant un garçon en difficulté à cause d'un cheval capricieux, il alla à son secours, il y surmena ses forces physiques, et retourna à son propre buggy (calèche) tout épuisé. Mais il monta et prit les rênes des mains de sa nièce pour rentrer à la maison, mais immédiatement après il desserra sa prise, lâcha les rênes et tomba à la renverse sur son siège, mort. Il ne donna que deux légers halètements, et tout était fini […]

Le samedi 16 août, à 14 heures, ses funérailles furent très fréquentées à notre chapelle, lorsque tout le clergé de notre village vint assister à ses obsèques, sympathiser avec sa famille endeuillée et participer aux services de l'occasion… L'opinion médicale fut divisée entre l'apoplexie et une maladie cardiaque comme cause de décès. »

## Œuvres
- The Present Truth or Meat in Due Season, 1870[5]